# 한상동
한상동(韓尙東, 1901년 7월 13일~1976년 1월 6일)은 대한민국 경상남도 김해 출신으로 고신대학교와 고려신학대학원 설립자이자 장로교 목사, 신학자이다. 주기철 목사와 더불어 일제강점기 신사참배 거부운동의 대표적인 인물이며 애국지사이다.

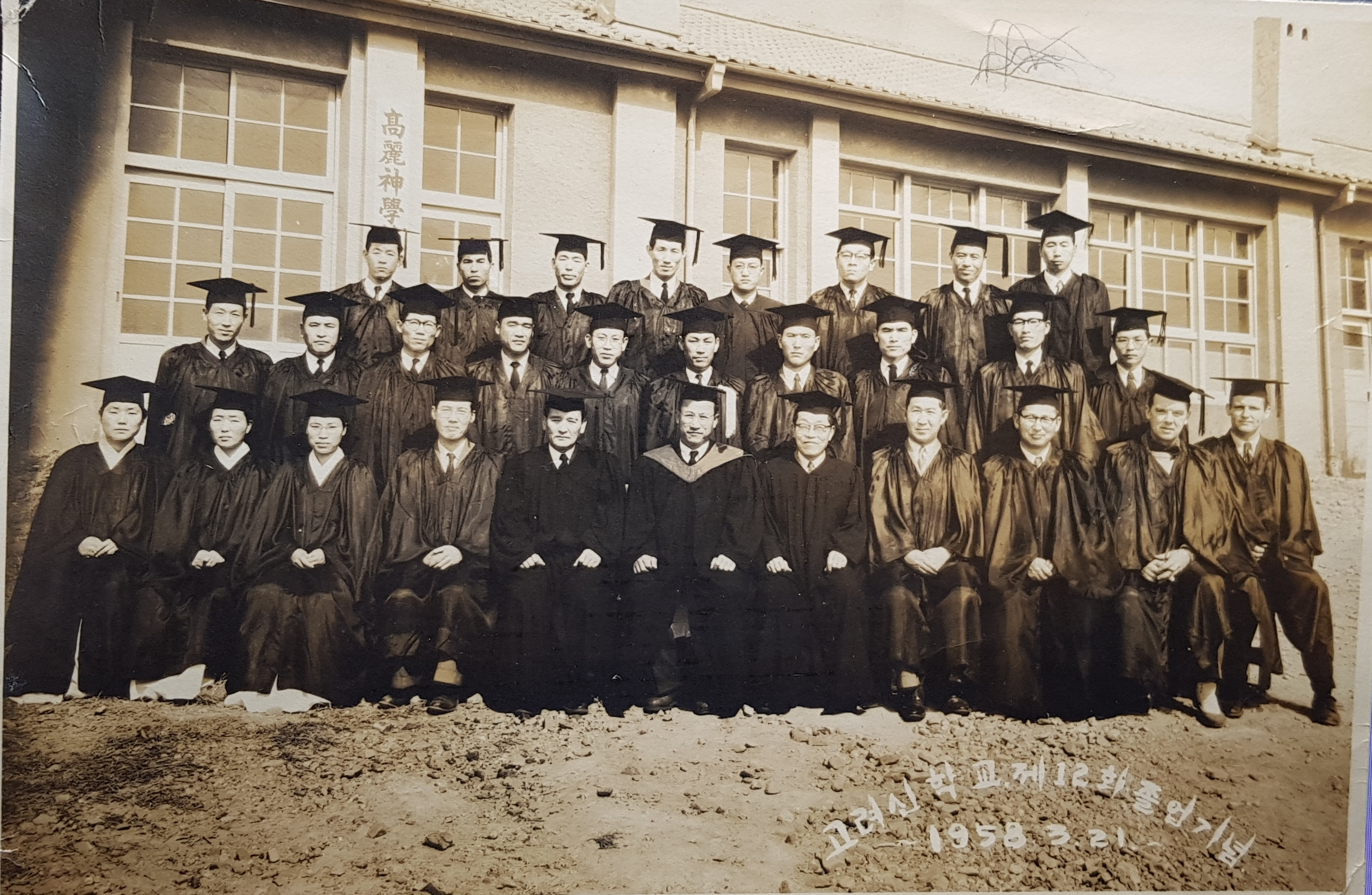
고려신학교 제 12회 졸업식사진 1958년, 졸업생 서울 숭신교회 노윤석 목사 보관

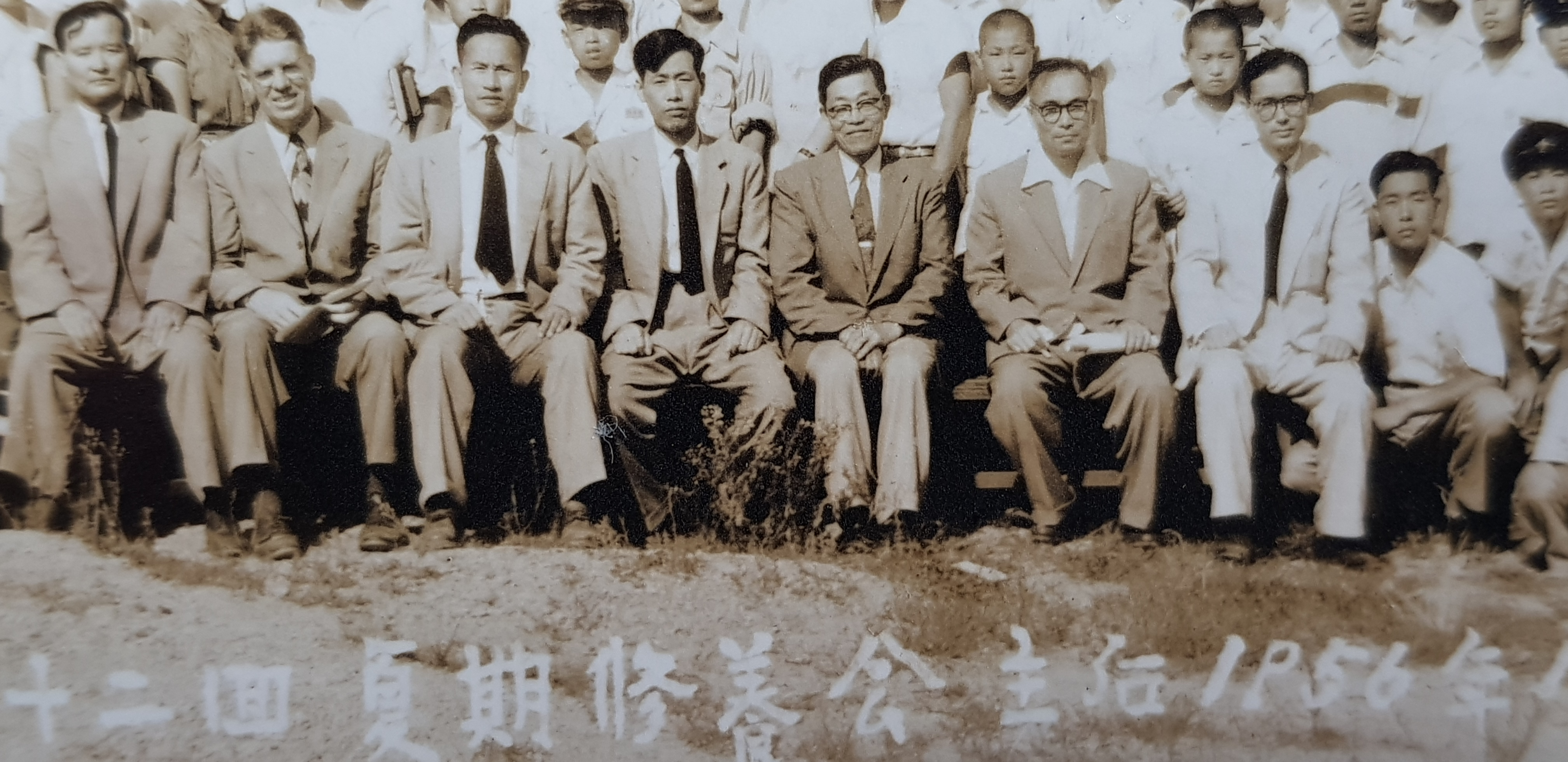
고려신학교 교수들, 좌로부터 한상동, 한부선, 박윤선, 전칠홍, 박손혁, 1956년

## 학력
- 한학 수학
- 1910년 다대포실용학교(多大浦實用學校)입학 1916년에 졸업.
- 1927년 피어선성서학원에서 1년간 신학 수학.
- 1933년 조선예수교장로회신학교에 입학 1937년 졸업.

## 생애
1918년 다대포실용학교 교사로 부임한 이후, 1924년 전도인 박창근(朴昌根)의 전도를 받고 기독교로 개종하자, 가문으로부터 영구 출문을 당하고 1927년 진주로 이거하여 진주광림학교(晉州光林學校)에서 교편을 잡았다. 1928년 목회자가 될 것을 결심하고 1933년 조선예수교장로회신학교에 입학하여 1937년 졸업하였으며 이후 장로교 목사가 되어 1938년 10월 24일 부산초량교회(草梁敎會)에서 “조선총독부는 정의 및 신의에 위반한 우상인 신사참배를 강요하니 오등은 굴하지 말고 이것에 절대로 참배해서는 못쓴다.”라고 신사참배반대 설교를 하였다. 이 때부터 경남지역 교회에서 신사참배 거부운동이 본격적으로 시작되었다. 1939년 1월 마산 문창교회로 전임하여 신사참배 거부운동을 계속 전개하던 중에 마산경찰서의 압력으로 1939년 3월 교회를 사임을 하여 무임(無任)목사가 되었다. 이후 주기철 목사와 함께 평양형무소에서 옥고를 겪었으며 이인재(李仁宰)·주남선(朱南善)·최상림(崔尙林)·손명복(孫明復)·최덕지(崔德支) 등 경남지역 목회자들과 함께 부산·마산·밀양 등지에서 신사참배 거부운동을 조직적으로 전개하였다. 이후, 1940년 7월 전국적으로 신사참배거부 운동자들이 검속을 당할 때 체포되어 모진 고문을 당했다. 1945년 광복과 함께 출옥하여 이기선(李基善) 목사 등과 함께 평양 산정현교회에서 교회재건을 위한 부흥회를 인도하기도 하였으나 공산당의 방해를 받자 1946년 초에 월남하였다. 부산에 도착하여 이미 구상했던 신학교 설립에 착수하여 주남선·박윤선(朴允善) 등과 함께 1946년 6월 진해에서 신학강좌를 개최하였다. 이것이 오늘의 고신대학(高神大學)의 시작이 되었다.
그러나 1946년 12월 48회 불법 노회에서 일제치하 경남교구장을 지낸 김길창(金吉昌) 목사가 노회장으로 당선되면서 고려신학교 학생 추천을 불법적으로 취소하기로 가결하자, 이에 그를 비롯한 고려신학교 측 목회자들은 1951년 법통 경남노회를 재건 조직하여 1952년 대한예수교장로회 총노회를 결성함으로써 세칭 고려파 예장총회가 설립되었다. 이후 1960년 12월 예장 합동 측 장로교단이 형성되었을 때 총회장에 선출되었으나 고려신학교(현고신대학교)가 서울의 장로회총회신학교와 합동됨으로써 신학교를 설립 이념이 후퇴하자 다시 분립 복교하였으며 1963년 홍반식·오병세·이근삼 등과 함께 고려신학교의 재건 및 교단환원운동을 주도하였다. 1969년 고려신학교 제9대 교장으로 취임하였고, 1970년 고려신학대학으로 승격되었을 당시 초대 학장에 취임하였으며, 1974년 1월 은퇴하여 명예 학장으로 추대되어 일선에서 물러날 때까지 신학교 및 교단 발전에 지대한 공헌을 하였다. 저서로는 ≪주님의 사랑≫과 설교집인 ≪신앙세계와 천국≫이 있다.

## 참고 문헌
- 하승무, '한상동의 신학과 신앙'(한국장로회신학교 신학강좌, 2014)
- 심군식, 『세상 끝 날까지』(소망사, 1977)
- 한상동, 『주님의 사랑』(성문사, 1954)

## 같이 보기
- 고신대학교
- 고려신학대학원
- 주기철
- 박형룡
- 박윤선
- 김치선
- 최상림
- 한국의 신학자 목록
- 개혁신학자
- 이근삼 (신학자)